# Jim Pattison
James Allen Pattison, detto Jim (Saskatoon, 1º ottobre 1928), è un imprenditore canadese, finanziere, miliardario, fondatore e proprietario del Jim Pattison Group, la seconda azienda privata più grande del Canada con sede a Vancouver e 48 mila dipendenti nel mondo. Gestisce 25 divisioni tra cui packaging, cibo, intrattenimento e prodotti forestali.
Secondo Forbes, all'inizio del 2023 il suo patrimonio netto è di 11,5 miliardi di dollari.

## Biografia
I genitori di Pattison risiedevano nella cittadina rurale di Luseland, Saskatchewan, quando nacque all'ospedale nella vicina Saskatoon. La famiglia si trasferì a East Vancouver, Columbia Britannica quando Pattison aveva sei anni.
Si è diplomato alla John Oliver Secondary School nel 1947. Dopo il liceo ha frequentato la facoltà di economia presso l'Università della British Columbia senza però completare gli studi.
Ha cominciato a vendere auto a Vancouver, quindi nel 1961 è riuscito a farsi prestare da una banca 40.000 dollari, per aprire una concessionaria Pontiac vicino alla sua scuola elementare. Per completare il finanziamento, ha anche venduto la sua casa. Ha quindi allargato il suo campo di attività.
Nel marzo 2018 il suo gruppo controlla concessionarie di automobili, concessionarie di camion (Peterbilt), società alimentari (Overwaitea Foods, Save-On-Foods, Quality Foods), di intrattenimento (Ripley's Believe It or Not!, Guinness World Records), società agricole e stazioni radio e televisive in Columbia Britannica, Alberta, Saskatchewan e Manitoba. Pattison è entrato nel business dei media quando ha acquistato la stazione radio AM di Vancouver CJOR con cinque soci. The Broadcast Group è stata la più grande compagnia radiofonica e televisiva con sede in Canada nel 2018, con 43 stazioni radio e tre stazioni televisive.
Ha preso anche il controllo dei Vancouver Blazers della World Hockey Association e il 30% delle azioni di Canfor, società di prodotti forestali quotata in Borsa.
È stato coinvolto nel comitato per le Olimpiadi di Vancouver 2010. Tra le altre onorificenze, Pattison è un Ufficiale dell'Ordine del Canada

## Vita privata
Pattison ha sposato Mary Hudson, che ha incontrato al campo della chiesa di Swift Current quando entrambi avevano 13 anni. Hudson era di Moose Jaw. Circa 66 anni dopo, nel 2018, Pattison ha commentato: "Il segreto [per un matrimonio di successo] è sposare qualcuno del Saskatchewan. Allora non avrai problemi!". La coppia ha tre figli.

## Filantropia
Pattison è un noto filantropo e un articolo su The Globe and Mail osservava: "Ha sempre donato il 10% delle sue entrate".
Nel luglio 2013, ha donato fino a 5 milioni di dollari alla Victoria Hospitals Foundation (Victoria), British Columbia), per sostenere la sua campagna "Building Care Together" per l'acquisto di nuove attrezzature per la nuova torre di assistenza ai pazienti presso il Royal Jubilee Hospital.  Altre donazioni in passato includevano 20 milioni di dollari al Vancouver General Hospital nel 1999 e 5 milioni di dollari al Lions Gate Hospital nel 2008.
Il 28 marzo 2017, Pattison ha donato 75 milioni di dollari per la costruzione del nuovo St. Paul's Hospital di Vancouver, un record canadese per una donazione privata a un operatore sanitario.  Il 30 maggio 2017, Pattison e la Jim Pattison Foundation hanno annunciato che stavano donando 50 milioni di dollari, la più grande donazione privata nella storia del Saskatchewan, al nuovo Children's Hospital of Saskatchewan a Saskatoon, Saskatchewan.